# Ilhéu de Sal Rei
Ilhéu de Sal Rei (Djeu d Sal Rei w języku krioulo z Wysp Zielonego Przylądka) – wysepka położona 1 km na zachód od Sal Rei i blisko 1 km na południowy zachód od najbliższego punktu Boa Vista jednej z Wysp Zielonego Przylądka.
Ilhéu de Sal Rei jest administracyjnie częścią jednostki samorządowej Boa Vista. Wysepka ma pochodzenie wulkaniczne.
Wysepka pokryta jest suchymi trawiastymi obszarami i krzewami. Jednak większość wysepki to piaszczyste plaże i skalista gleba. Jej długość z północnego zachodu na południowy wschód wynosi około 1 km natomiast szerokość z południowego zachodu na północny wschód to około 600 m. Wysepkę można dostrzec z Praia de Chave i Sal Rei po zachodniej stronie Boa Vista. Nie można jej zobaczyć z Rabil ze względu na zasłaniające widok obszary. Można ją natomiast zobaczyć z gór na południu wyspy.
Wysepka posiada latarnię morską. Wąska cieśnina na jej północno-wschodnim krańcu oddziela ją od Boa Vista o 500–600 metrów ze względu na rozbudowę portu w Sal Rei. Na południowym krańcu wysepki znajdują się ruiny fortu Duque de Bragança. W 1818 statek piracki z Ameryki Południowej zdobył fort .